# Северинувка (Опольський повіт)
Северинувка (пол. Sewerynówka) — село в Польщі, у гміні Ополе-Любельське Опольського повіту Люблінського воєводства.
Населення — 68 осіб (2011).
У 1975-1998 роках село належало до Люблінського воєводства.

## Демографія
Демографічна структура станом на 31 березня 2011 року:
|          | Загалом | Допрацездатний вік | Працездатний вік | Постпрацездатний вік |
| -------- | ------- | ------------------ | ---------------- | -------------------- |
| Чоловіки | 38      | 13                 | 23               | 2                    |
| Жінки    | 30      | 8                  | 16               | 6                    |
| Разом    | 68      | 21                 | 39               | 8                    |